# Larentia lineolaria
Larentia lineolaria là một loài bướm đêm trong họ Geometridae.